# Tennistoernooi van Washington 2019
|                                         |  |                                     |
| Jessica Pegula, winnares bij de vrouwen |  | Nick Kyrgios, winnaar bij de mannen |

Het tennistoernooi van Washington van 2019 werd van 29 juli tot en met 4 augustus 2019 gespeeld op de hardcourtbanen van het William H.G. FitzGerald Tennis Center in Rock Creek Park in de Amerikaanse federale hoofdstad Washington D.C. De officiële naam van het toernooi was Citi Open.
Het toernooi bestond uit twee delen:
- WTA-toernooi van Washington 2019, het toernooi voor de vrouwen
- ATP-toernooi van Washington 2019, het toernooi voor de mannen

## Toernooikalender
| Washington        | juli     | juli     | juli     | juli     | augustus 2019 | augustus 2019 | augustus 2019 | augustus 2019 |
| Washington        | maa 29   | din 30   | din 30   | woe 31   | don 1         | vrij 2        | zat 3         | zon 4         |
| ----------------- | -------- | -------- | -------- | -------- | ------------- | ------------- | ------------- | ------------- |
| vrouwenenkelspel  | 1e ronde | 1e ronde | 1e ronde | 1e ronde | 2e ronde      | kwartfinale   | halve finale  | finale        |
| vrouwendubbelspel | 1e ronde | 1e ronde | 1e ronde | 1e ronde | 2e ronde      | halve finale  | finale        |               |
| mannenenkelspel   | 1e ronde | 1e ronde | 2e ronde | 2e ronde | 3e ronde      | kwartfinale   | halve finale  | finale        |
| mannendubbelspel  | 1e ronde | 1e ronde | 1e ronde | 1e ronde | 2e ronde      | 2e ronde      | halve finale  | finale        |

ATP-toernooi van Washington‎ – WTA-toernooi van Washington‎

2012 · 2013 · 2014 · 2015 · 2016 · 2017 · 2018 · 2019 · 2020 · 2021 · 2022 · 2023 · 2024